# Brian Dupont
 Der er for få eller ingen kildehenvisninger i denne artikel, hvilket er et problem. Du kan hjælpe ved at angive troværdige kilder til de påstande, som fremføres i artiklen.

Brian Dupont (født 7. marts 1977) er tidligere professionel fodboldspiller. Han er udlært mediegrafiker og arbejder som faglærer på mediegrafikeruddannelsen hos Hansenberg.
Brian Dupont startede sin fodboldkarriere i klubben Bredballe IF, hvor han også var målmand på ungdomslandsholdet. Brian Dupont spillede 2 ungdomslandskampe mod henholdsvis Østrig og Schweiz. Brian Dupont har som ungdomsspiller spillet i klubberne, Bredballe IF, AGF, Vejle Boldklub. Som senior spillede Brian Dupont i klubberne: Nørre Åby 1 div./ 2 div. Fredericia FC 2 div. (Vejle Boldklub 1 div.) Brian Dupont er fra medio 2018 målmandstræner i Vejle Boldklub, efter have været målmandstræner i SønderjyskE i 5 år.
Brian Duponts onkel er Leon Dupont, der har spillet for Vejle Boldklubs førstehold samt vundet danmarksmesterskabet i 1971. Leon Dupont har en u-19 landskamp mod Vesttyskland.